# Dyops pupillata
Dyops pupillata là một loài bướm đêm trong họ Noctuidae.